# Baysère
Die Baysère ist ein Fluss in Frankreich, der im Département Pyrénées-Atlantiques in der Region Nouvelle-Aquitaine verläuft. Sie entspringt im südlichen Gemeindegebiet von Monein, entwässert generell Richtung Nordnordwest durch die Landschaft der historischen Provinz Béarn und mündet nach rund 20 Kilometern im Gemeindegebiet von Mourenx als linker Nebenfluss in die Bayse.

## Orte am Fluss
(Reihenfolge in Fließrichtung)
- Ticoulat, Gemeinde Monein
- Cuqueron
- Monein
- Pardies
- Noguères
- Mourenx